# 林樂知
楊格·約翰·艾倫（Andrew Young John William Allen，1836年1月23日—1907年5月31日），漢名林乐知，19世纪基督教美南监理会来华传教士，在华居留时间长达47年，以办报、办学、译书著称，对晚清时期的维新运动影响很大。

## 早年
林乐知生在美国乔治亚州伯克县的艾伦庄园，幼年父母双亡，由姨父母赫金斯(Hutchins)抚养长大，他們都是極有愛心的基督徒。
林樂知小學畢業後，考入牛頓郡的斯塔維爾中學讀書，在此期間接受基督教信仰，加入美國南方監理會教會。18歲時，林樂知進入美国埃默里学院讀書，於1858年畢業，獲得文學學士學位。畢業後不久，即被按立為牧師，當時年僅22歲。同年，林樂知與瑪麗•休斯頓小姐(Mary Houston)結為伉儷。瑪麗也是一才女，以優異的成績畢業於喬治亞州梅肯郡的衛斯理女子學院(Wesleyan College, Macon, Georgia)。
19世纪初开始的美国第二次宗教复兴运动對年轻的林产生影响，而住家的一個卫理公会信徒家庭鄰居也帶動了他的情緒。他在參與到當時卫理公会教堂的活動時，教士們向信眾敘述了彼岸中國大陸充滿了贫穷落后、妇女缠足、弃婴纳妾等蛮荒現象，以感召人們遠渡傳教。這些都給予了林的决心。
夫妻二人皆有前往海外宣教心誌，故於婚後不久，他們共同接受美南監理會差會差派，前往遙遠的神秘國度--中國宣教。
1859年底，林樂知夫婦帶著他們新生的女嬰從紐約登船啟程前往中國，從大西洋繞道非洲好望角，橫跨印度洋路經香港，歷時210天之久，最後於1860年（咸豐十年）7月抵達上海。從此林樂知以上海為基地，開始了長達47年的宣教生涯，將其畢生的黃金歲月，毫無保留地奉獻給了中國。

## 传教生涯

### 一个人的传教站
1860年，林樂知夫婦抵華之際正值多事之秋。在中國北方，英法聯軍攻入北京，咸豐皇帝避走熱河。在南方，太平天國軍席卷江南，無數百姓流離失所。林樂知原擬前往杭州開辟宣教工場，因此被迫暫居上海。到中國後不久，他取了個中文名字叫林約翰；後取中國名言"一物不知，儒者知恥"之意，改名為林樂知，字榮章，顯示出他對中國文化的濃厚興趣。
林樂知到上海后第二年(1861年)，美国爆发南北战争，林樂知故鄉喬治亞州加入到南方陣營。由於戰爭，監理會差會無力顧及海外宣教士的生活，這使得林樂知經費断绝，不得不在宣教事工之外，兼謀一些差事來貼補家用。他曾先後擔任過商品推銷員，以及保險經紀人等職，以維持生計。後來在馮桂芬的介紹下，林樂知在清政府辦的广方言馆內謀得英文教習一職；不久又應徐壽之請，到上海江南制造總局翻譯館譯書，同時還兼任字林洋行中文報紙《上海新報》的主編。
林樂知對這段艱苦日子曾如此記述說：「長達四年之久，我們收不到母會分文，也接不到親友片紙只字。全家生計陷入窘局，起初靠典賣教會物資暫時維持。然而此舉終非長久之計，為了養活妻兒，只能暫時擱下宣教正務，抽身出外工作賺取工錢。」據其同仁傅兰雅描述林樂知：「每日上午在广方言馆教英文，午后赴江南制造局翻译外文书，夜间编辑报纸，主日则到处布道。十年间从末有片刻闲暇。」
林樂知如此勤奮工作16年之久，根據日後《教會新報》的有關記錄，林樂知這一時期的主要譯著有《格致啟蒙博物》、《格致啟蒙化學》、《格致啟蒙天文》、《格致啟蒙地理》、《萬國史》、《歐羅巴史》、《德國史》、《俄羅斯國史》、《印度國史》、《東方交涉記》、《列國歲計政要》、《列國陸軍制》、《新聞紙》、《地學啟蒙》等10余部。1876年，清政府為表彰林樂知在譯書和教學方面的貢獻，特授予他五品頂戴官銜，後又"欽加四品銜"。同一時期，林樂知對中國社會與文化的了解也日益加深，促使他反復思考的一個問題是，如何使基督教適應中國文化，在中國得以廣傳。

### 「上行下效」的宣教策略
1870年代之後，林樂知采取了後一種宣教方式。這種方式要求傳教士:
- 一、要認真了解和研究中國社會，針對中國的文化特點去改造中國；
- 二、要把基督教義和在中國占統治地位的儒家文化相融合，再逐步以基督教文化代替儒家文化；
- 三、是以傳播西方先進的科技文化為手段，如興教育、建醫院、辦報紙等，提高中國人的素質，擴大基督教影響，以吸引更多的中國人皈依基督教信仰。

林樂知以教學和譯述，將大量西方知識與科技引進中國，以影響中國人的視聽，進而對基督教產生好感。因此，林樂知對中國的社會情況極為關心，尤註重解剖晚清的社會結構。在細心觀察中國內政外交的形勢之後，林樂知得出要想使基督福音廣傳，必須抓住"士"，結交"官"的結論。他認為在中國"士為四民之首"，官和商大都來源於"士"，征服了"士"就等於征服了中國文化和社會。於是他采取"由上而下"的宣教策略，即先由上層的"官"與"士"入手，設法讓官吏士紳成為基督徒，以便達成"上行下效"，繼而向一般平民百姓傳福音，如此做法，可以收事半功倍之果效。因此他在19世紀六、七十年代廣交了一批"士"和"官"，如馮桂芬、李鴻章、丁日昌、張之洞等人。這些人一般思想開放，渴求新知，他們看重的是林樂知廣博的西學，而林樂知則立足於這批官紳的社會地位，試圖通過他們，自上而下，使基督福音得以廣傳。林樂知的這些交往活動使他成了當時上海地區官僚和社會名流的好朋友。

### 「儒家和《聖經》相通」的宣教策略
林樂知還十分注重用儒家學說來闡釋基督教教義，他將儒家的「三綱五常」與基督教義一一印證，認定二者情理相通，本質無異。他引經據典，從基督教教義中找出了論證君臣、父子、夫婦乃至兄弟、朋友的教訓，結論是：儒教之所重者五倫，而基督教亦重五倫，證以《聖經》。他還認為，儒家講「仁」，而基督教的"愛即是仁也"；儒家講「義」，"耶和華以義為喜"；儒家講「禮」，而《聖經》要人們"以禮相讓"；儒家講「智」，《聖經》中稱"智慧之賦，貴於珍珠"；儒家講「信」，《聖經》中則有"止於信"，即"信」是最高美德。總之，在林樂知看來，孔子和耶穌相同，儒家和基督教相通。

### 先「西學」而後「西教」的宣教策略
林樂知另一策略是「由末而始」，意思是先「西學」而後「西教」，先傳播西方科技知識，讓中國社會的士大夫茅塞頓開，視野趨於廣闊，進而降服於西方新思想領域，然後逐漸引進基督教教義。林樂知倡導"以學輔教"的宣教策略，由此引發出他以"辦報"和"興學"這兩個途徑來實現他的宣教目標。

## 主编《万国公报》

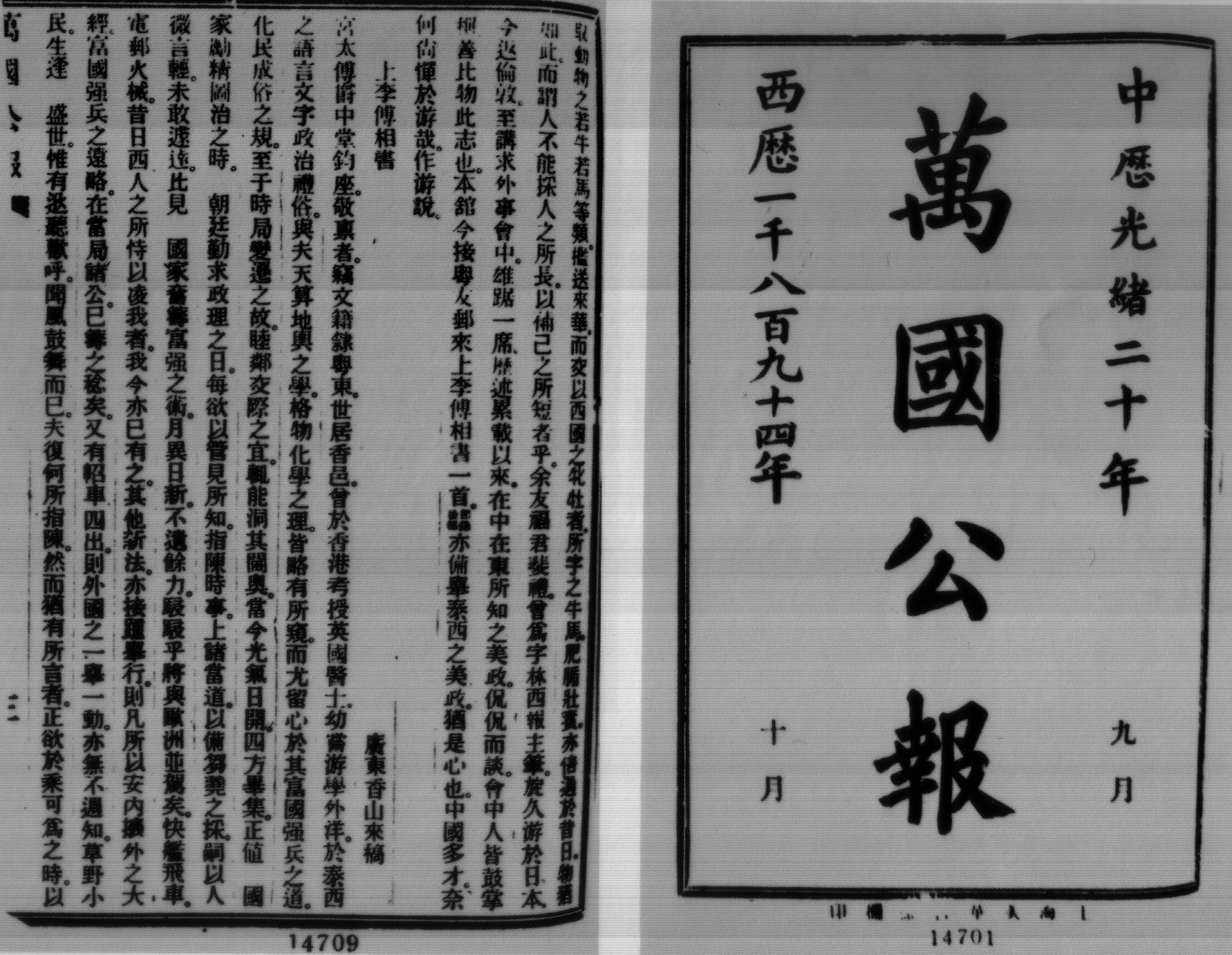
1894年10月刊孫中山《上李鴻章書》

1868年9月5日，林樂知创办《教会新报》（Church News），為周刊，著重刊登闡釋教義的文章，以及溝通教徒教友情況的「各地教友來信」等。1874年9月5日，《教会新报》改名為《万国公报》，仍為周刊，報刊內容開始演變為非宗教性質，偏重于介绍“西学新知”，受到许多知识分子的欣赏。1883年出至750期時因經濟原因停刊。
1887年，廣學會成立，決定將其作為機關報，仍由林樂知主編，於是《萬國公報》在1889年復刊，但英文名改為The Review of the Times，每月出版1期。當時的知識分子如果想要了解西方的知識學問的話，一定要看萬國公報，稱之為「西學新知之總薈」。在1896年維新運動前後，發行量曾高達38400份，1903年發行量更高達5.4萬多份，成為當時中國發行量最大的刊物。從李鴻章、張之洞這些重要的政府官員到日本天皇都長期訂閱這份雜誌。孫中山先生所寫「致李鴻章書」，「上李鴻章書」也都在《萬國公報》上發表。
1907年5月30日，林樂知在上海病逝後，《萬國公報》也在7月終刊。

## 中西书院与中西女塾
- 1882年，林乐知在上海创办中西书院，培养中国现代化运动的人才。第一次招生就招到学生四百多人，而当时圣约翰书院只不过七、八十人。
- 中西书院的正式校址建在虹口（今昆山路景灵堂对面，景灵堂原名景林堂，意为“景仰林乐知之堂”）
- 1900年，监理会决定合并苏州博习书院（Buffington Institute）、宫巷中西书院（Kung Hang School，1896年）和上海中西书院，扩建为东吴大学。校址苏州天赐庄。林乐知为董事长、孙乐文为校长。东吴大学主楼命名为“林堂”。
- 「中西书院」并入东吴大学后，原有校舍改为东吴大学的第二附属中学。
- 1892年「中西女塾」（後来的中西女中）在慕尔堂（今西藏路沐恩堂）西侧开学，学生多来自上海的富有家庭。
- 1907年5月31日在上海因病安息主懷。

## 著作
- 《全球五大洲女俗通考》（Women in All Lands）。
- 《中东战事本末》，1896年出版。披露甲午战争真相，批评中国存在的积习，震撼中国知识界。
- 《印度隶英十二益说》。
- Allen, Young John 1836-1907;  林樂知譯 : 《基掃斯登信道記 = Life of Chrysostom》. 上海 : 廣學會 , 1923. （页面存档备份，存于）  基督教文藝出版社藏書,  香港浸會大學圖書館. 華人基督宗教文獻保存計劃.
- Allen, Young John 1836-1907;  林樂知譯 : 《路得改教紀略 = Life of Martin Luther》. 上海 : 廣學會 , 1937. （页面存档备份，存于）  基督教文藝出版社藏書,  香港浸會大學圖書館. 華人基督宗教文獻保存計劃.

## 参見
- 中國基督教史